# M/S Linnea
M/S Linnea var ett ej slutfört fartygsbygge i betong. Hon byggdes av AB Betongvarven i Malmö och sjösattes i december 1918 som Sveriges första fartyg i betong. Ägarbolaget Rederi AB Betongett gick i konkurs i december 1919, innan fartyget utrustats med motorer och inredning. Linnea konstruerades av ingenjören K.W. Ljungdell, som 1917 fått patent på en metod att bygga i betong med tunt skal och med ingjutna träbalkar. Linnea byggdes med enkelskrov, medan tidigare betongbåtar haft dubbla skrov. Hon var avsedd att gå i fraktfart på Östersjön.
Hon bogserades 1920 till Ljungskile i Bohuslän och kom senare att tjäna som vågbrytare och underlag till en fritidsbåtsbrygga i Ljungskile.
Senare köptes hon av Ljungskile kommun. År 1967 bedömdes hon vara i dåligt skick, varför kommunen lät spränga fartyget och sänka henne i Ljungskileviken.